# Сергокалинский сельсовет
Сергокалинский сельсовет  — административно-территориальная единица и муниципальное образование со статусом сельского поселения в Сергокалинском районе Дагестана Российской Федерации.
Административный центр — село Сергокала.

## Население
| 2002  | 2010  | 2012  | 2013  | 2014  | 2015  | 2016  |
| ----- | ----- | ----- | ----- | ----- | ----- | ----- |
| 8486  | ↗9011 | ↗9131 | ↗9258 | ↗9339 | ↗9458 | ↗9567 |
| 2017  | 2018  | 2019  | 2020  | 2021  | 2023  | 2024  |
| ↘9561 | ↘9508 | ↗9535 | ↗9570 | ↘9447 | ↗9493 | ↗9561 |
| 2025  |       |       |       |       |       |       |
| ↗9681 |       |       |       |       |       |       |

## Состав
| № | Населённый пункт | Тип населённого пункта       | Население |
| - | ---------------- | ---------------------------- | --------- |
| 1 | Кадиркент        | село                         | ↘644      |
| 2 | Сергокала        | село, административный центр | ↗8803     |